# Districtul Chon Daen
Chon Daen (în thailandeză ชนแดน) este un district (Amphoe) din provincia Phetchabun, Thailanda, cu o populație de 86.086 de locuitori și o suprafață de 1.137,0 km².

## Componență
Districtul este subdivizat în 9 subdistricte (tambon), care sunt subdivizate în 125 de sate (muban).
| 1.  | Chon Daen  | ชนแดน   |  |
| 2.  | Dong Khui  | ดงขุย    |  |
| 3.  | Tha Kham   | ท่าข้าม   |  |
| 4.  | Phutthabat | พุทธบาท  |  |
| 5.  | Lat Khae   | ลาดแค   |  |
| 6.  | Ban Kluai  | บ้านกล้วย |  |
| 8.  | Sap Phutsa | ซับพุทรา  |  |
| 9.  | Takut Rai  | ตะกุดไร  |  |
| 10. | Sala Lai   | ศาลาลาย |  |